# 九龍村
九龍村（クリョンむら、朝鮮語: 구룡마을、クリョンマウル）は、大韓民国ソウル特別市にあるシャンティタウン。ソウル特別市におけるタルドンネ（いわゆる「月の町」、標高の高い不便な場所にある貧民街）の代表的な存在とされる。
経済的に恵まれた地域とされる江南区の道谷洞と、6車線の道路を挟んで隣接する位置にある。
この村は、「ソウルの煌びやかな江南地域に残された最後のスラム (the last slum in Seoul's glitzy Gangnam district")」、「江南最後のシャンティタウン (the last shanty town in Gangnam)」などと呼ばれている。「ソウルに残る最後の都市スラム (the last remaining urban slum in Seoul)」とする例もあるが、ソウルには他にも蘆原区の白沙村（ベクサマウル、백사마을）のような顕著な貧民街の事例が存続しており、不正確な表現である。
集落には、様々な公共サービスがあり、郵便局や、幼稚園を兼ねた教会、セキュリティ・サービスもあり、通っている上水道、ガス、電気などは、コミュニティが全体を一括して支払っている。
この集落が最初に形成され始めたのは、ソウルが急速な発展の最中にあった、1988年ソウルオリンピックに先立つ時期であった。当時は、私有地の上に勝手に建設された、不法占拠による集落であった。
その後、何十年もの間、住民たちを他所へ移そうとする度重なる働きかけにも関わらず、この集落は存続し続けた。2010年代半ば以降、ソウル特別市当局は、近傍や他の場所に格安の賃料で集合住宅を提供して、住民たちを徐々に地域外へと移し始めた。2019年までに、かつてあった 1,107世帯のうち、36.7% にあたる 406世帯が転出した。

## 歴史
この村がある地域は、1925年10月以来、住民がいたが、1988年以降はシャンティタウン化が進んだ。これは、1988年ソウルオリンピックを前に、ソウルが急速な開発を進める中で、低所得者層の人々が住む地域から、家を失い、追い立てられた人々が、当地へスコッターとして到来したためであった。
正確な住民の数も判明しておらず、また時期によって数は変動してきた。この村が最初に注目されるようになった時点では、2,000世帯、8,000人ほどが住んでいたという。2005年には、住民は 4,000人ほどとされた。2012年から2014年のころの住民は 2,500人とされた。住民の多くは、貧困状態の高齢者であり、日々の稼ぎの額は極端に少ない。2011年には、住民に暫定的な居住証明カード発行された。

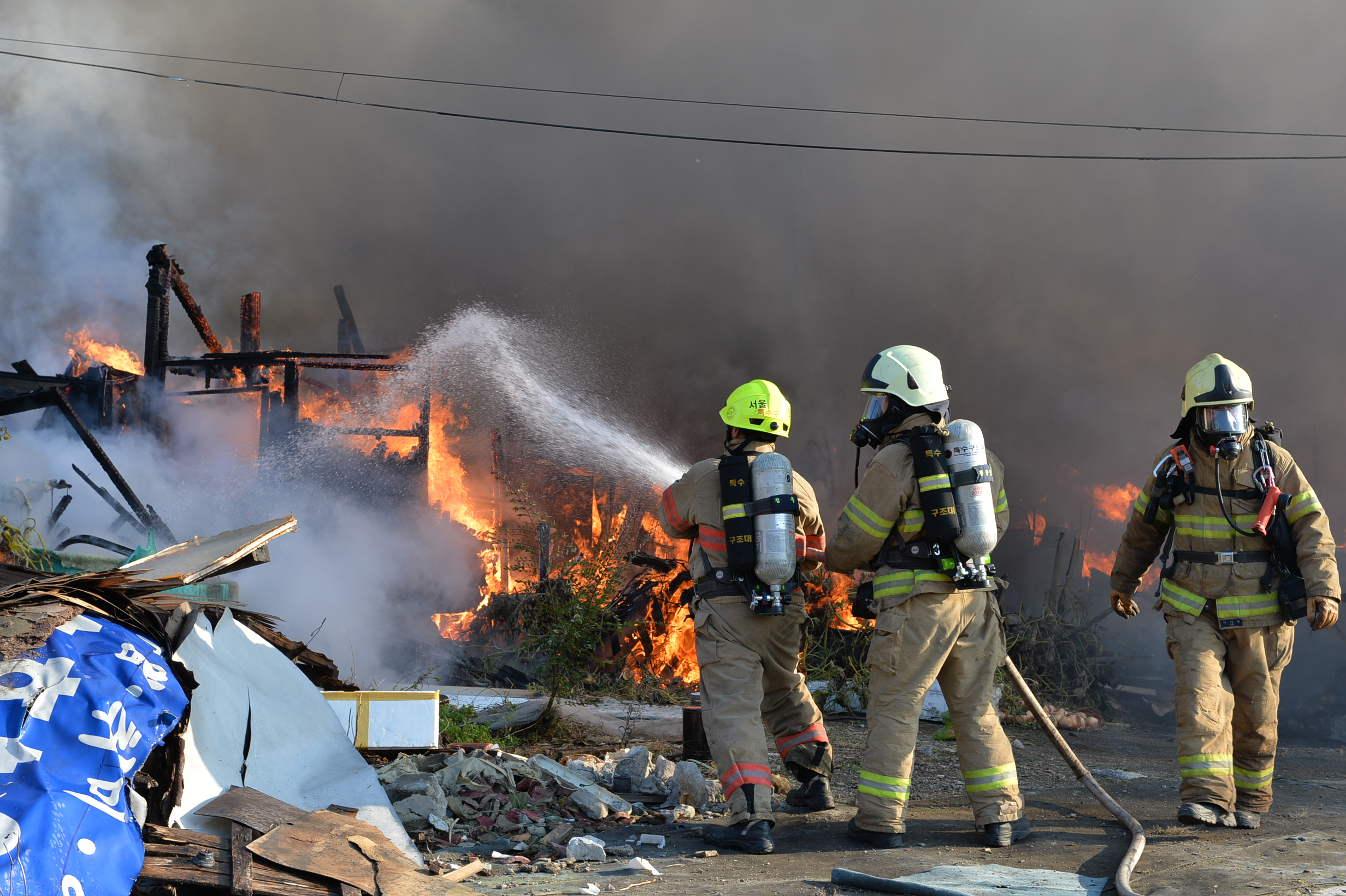
2014年に発生した火災の際に、消火にあたった消防士たち。

2014年の時点で、この集落の占める面積は 286,929平方メートル（およそ28.7ha、およそ70エーカー）となっていた。当地の仮設造り構造物は、1,200棟から 2,000棟にのぼるとされた。こうした家屋の1棟あたりの面積は、16 - 99 m2 (170 - 1,070 sq ft) ほどと推定された。

### 度重なる火災
様々な安全基準の徹底がなされていないため、この集落では、しばしば火災が発生している。
2014年11月9日には、大規模な火災が発生した。江南区によると、火は7B地区から発生し、8地区全域まで拡散、午後3時34分に鎮火した。この日の火災により、70代の男性1名が亡くなり、九龍村 58,080㎡のうち 900㎡、無許可住宅16棟63世帯が焼失し、計 136人の被災者が出た。
2017年3月29日午前8時52分にも火災が発生した。消防当局によると、江南区九龍村第7B地区の希望教会（ソマン教会、소망교회）で原因不明の出火があった。火災発生から1時間40分後には大きな炎が上がり、30人余りの住民が避難した。70代男性が煙を吸って病院に運ばれた。
2023年1月20日には、九龍村4区域から出火し、住民500人余りが緊急避難した。この火災のため住宅60軒が全焼し、44世帯、62人、ないし63人の住民が焼け出された。

### 集落を除去する計画
これまで数十年の間、この集落を除去して、住民を他所へ移す取り組みが何度となく重ねられてきたが、どのような方策を取るか、住民をどう処遇するか、といった点で合意が得られず、その進捗は遅れている。1991年には、水西洞地域における不動産にまつわるスキャンダルが影響して、当地の再開発計画が撤回される事態も生じた。
2015年には、政府が九龍村の除去をおこない、住民だった者に住宅補助を与えるという調整案が提案された。2016年には、ソウル特別市当局が、当地にオフィス街を設ける計画を発表し、住民の転出と地域開発に取り組むことを公表した。2019年までに、かつてあった 1,107世帯のうち、36.7% にあたる 406世帯が転出した。2020年、ソウル特別市当局は2025年に完了する行動計画を発表した。この計画の一環として、集落は段階的に撤去され、跡地に集合住宅が建てられることとされた。
九龍山九龍村の開発範囲は252,777㎡とされており、賃貸 1,250世帯、分譲 1,543世帯、計 2,793世帯の住宅と、学校、文化施設、老人福祉施設、公共庁舎、道路、公園、緑地などを造成する計画となっている。

## ギャラリー

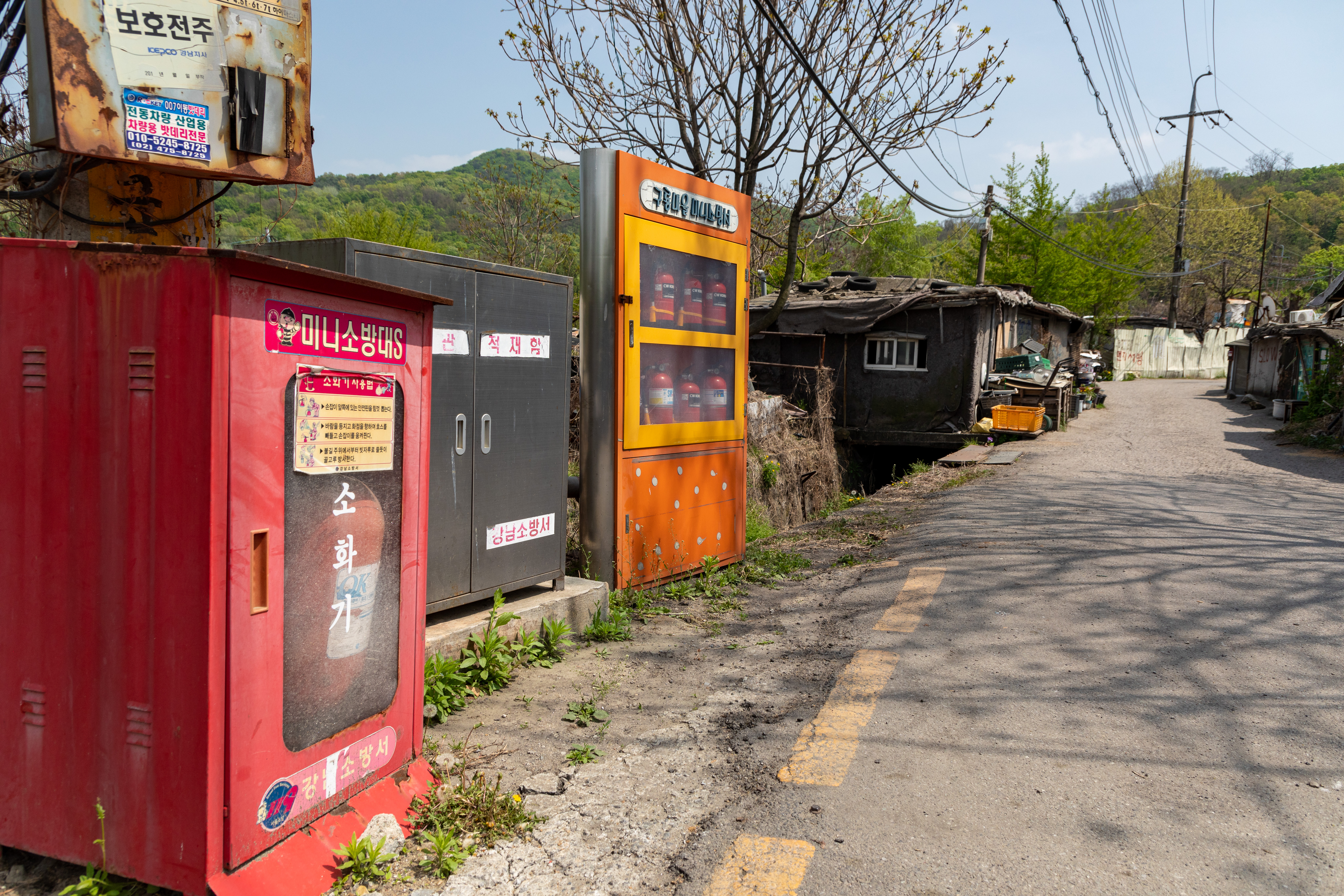
村の入口に設置された消火器。
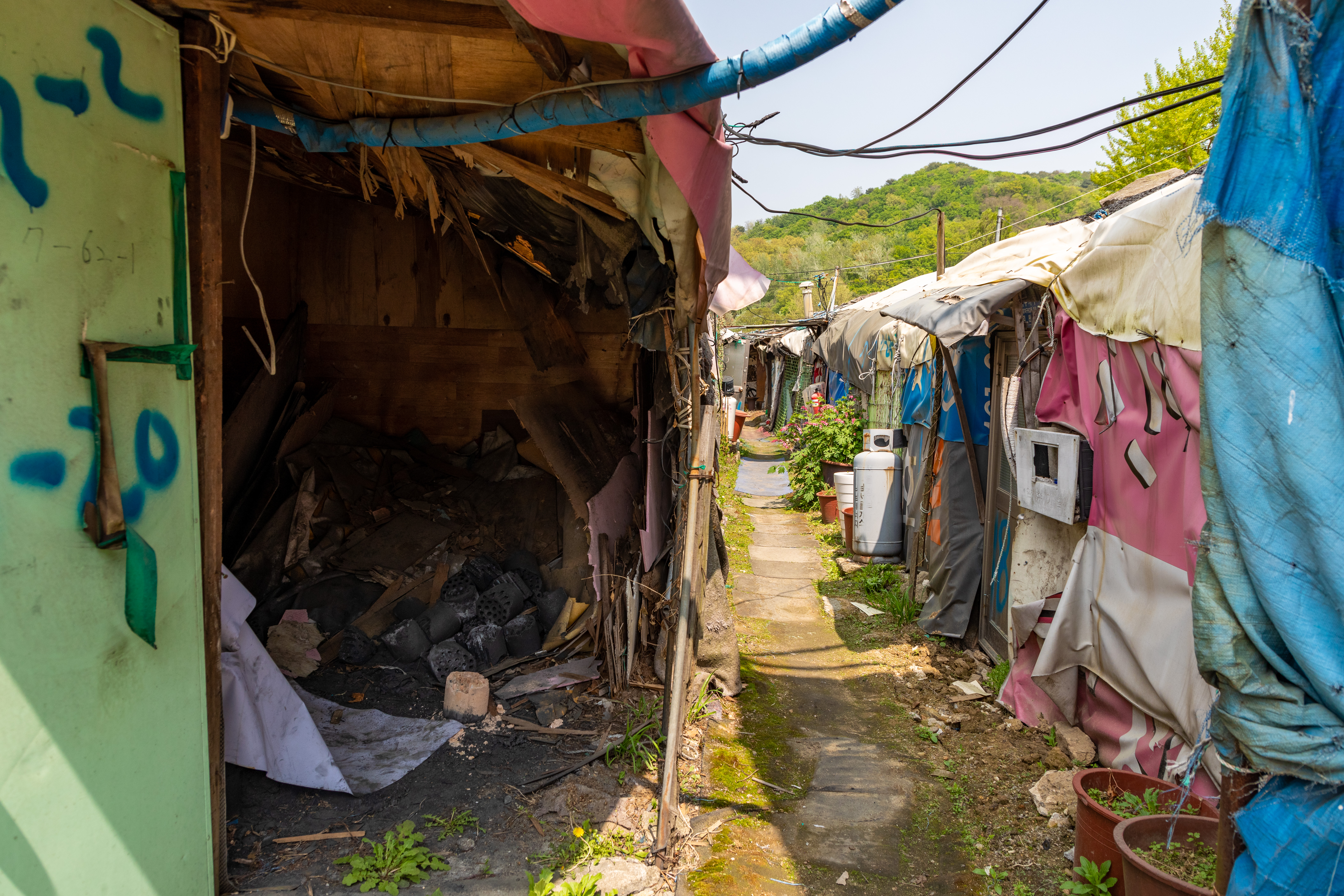
練炭置き場と、通路。
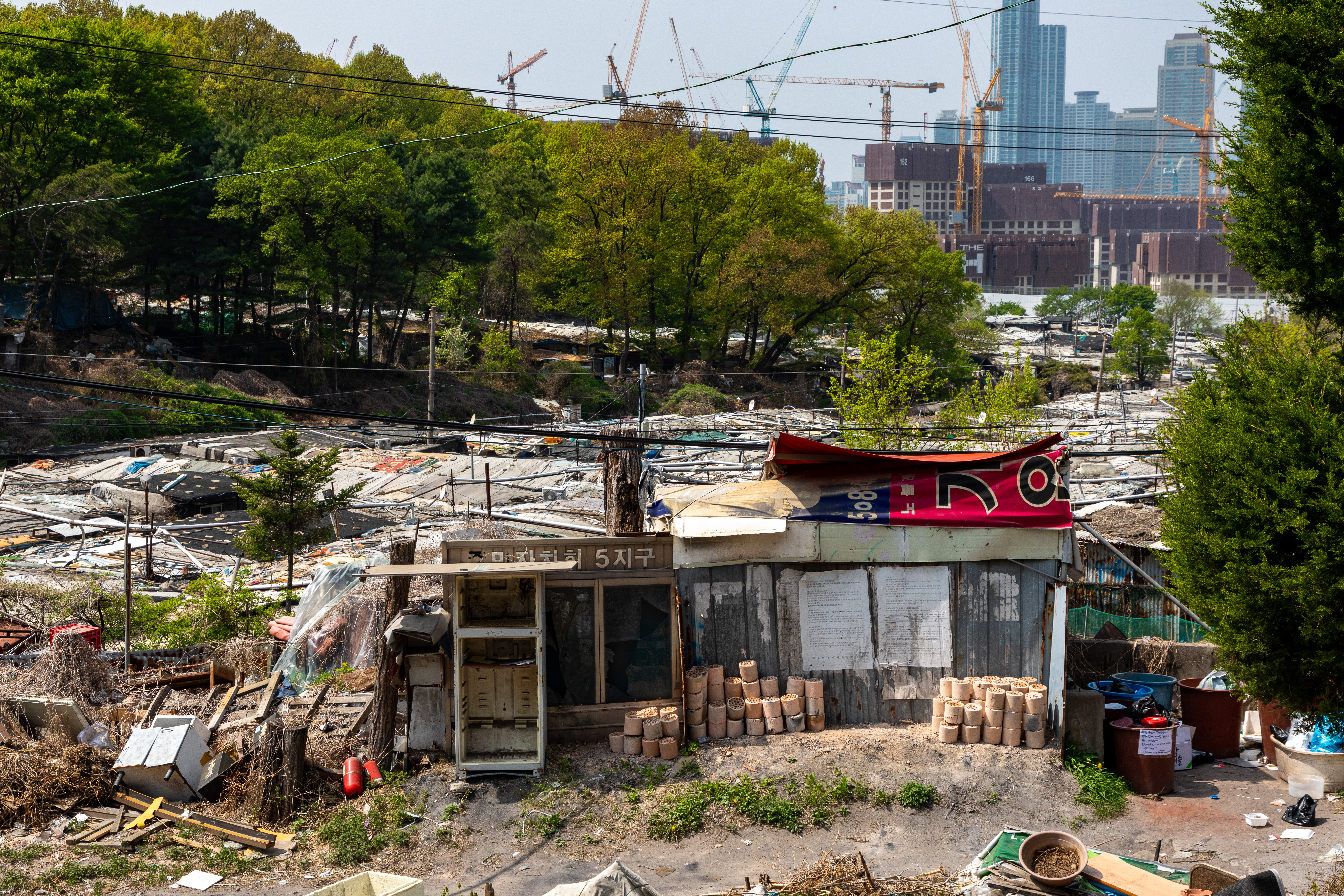
屋根の上からの村の眺望。
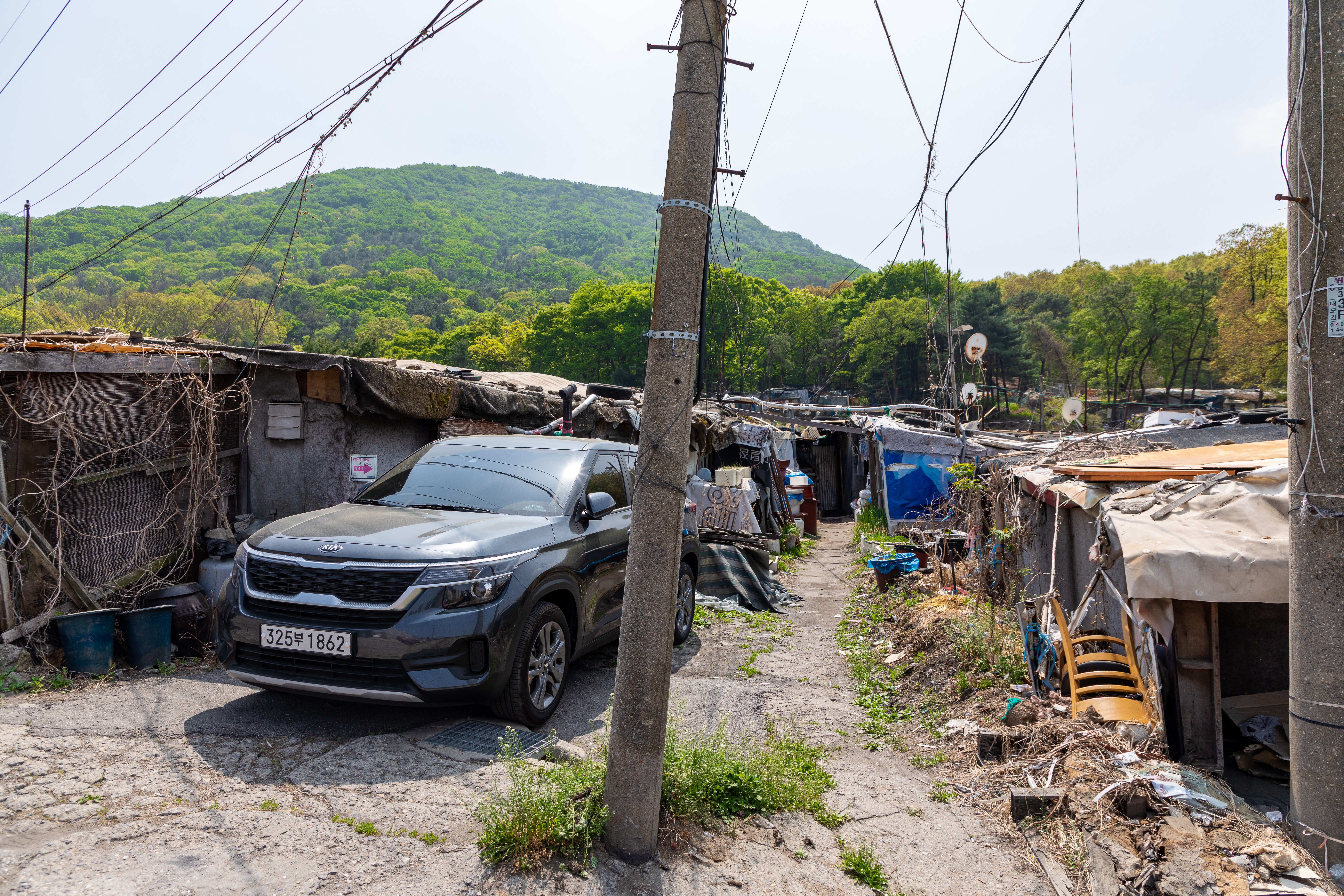
起亜の Shiny Kia が前に停まっている長屋。
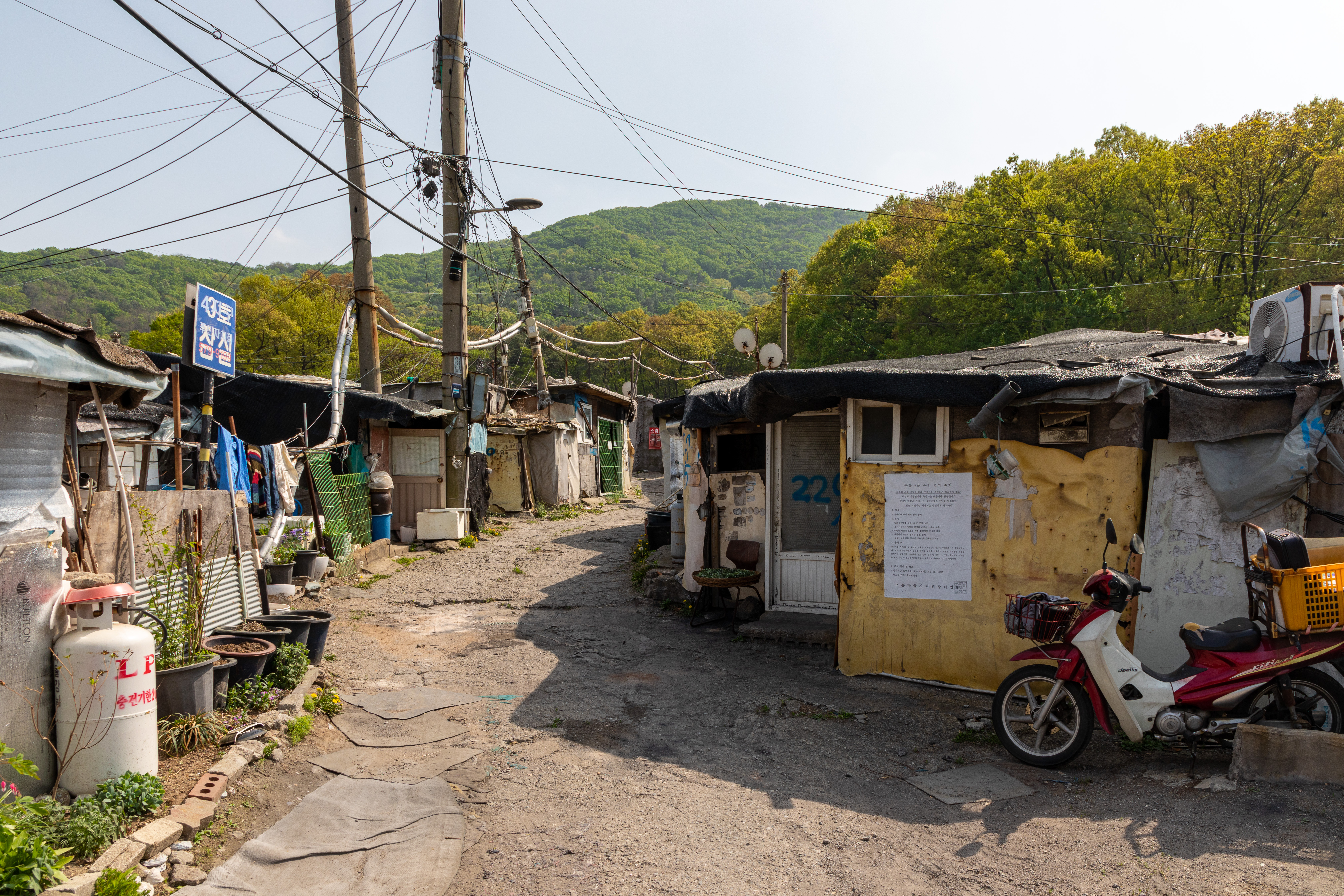
村の中の通路。